# Hercules van het Forum Boarium
De Hercules van het Forum Boarium is een verguld bronzen beeld uit de collectie van de Capitolijnse Musea in Rome. Dit hellenistische kunstwerk, dat waarschijnlijk uit de tweede eeuw voor Christus stamt, heeft een totale hoogte van 241 cm. Het werd gevonden op het Forum Boarium, waar meerdere tempels aan Hercules gewijd waren.

## Herkomst
De Hercules werd gevonden toen Paus Sixtus IV (pontificaat van 1471 tot 1484) werkzaamheden liet uitvoeren op het Forum Boarium. Mogelijk is dit het  cultbeeld in de tempel van Hercules dat Plinius de Oudere omschreef. Het beeld was niet geheel onbeschadigd, waarschijnlijk zijn de linkervoet en de knuppel moderne restauraties. Al in 1510 bevond de Hercules zich in het Palazzo dei Conservatori, waar het nog altijd te zien is. Mogelijk kende Michelangelo het beeld toen hij aan zijn David werkte (1501-04).

## Voorstelling
Het verhaal van de twaalf werken van Herculus was nauw verbonden met het Forum Boarium. Volgens Romeinse versies stal de held de kudde van Geryones en bracht deze vanuit Spanje naar de Aventijn. Daar nam Cacus, een zoon van Vulcanus, een deel van de kudde mee terwijl Hercules sliep en verstopte de runderen in een grot. Hercules ontdekte dit, doodde Cacus en richtte een altaar op. Deze plek zou later het Forum Boarium worden met zijn veemarkt aan de Tiber.
In zijn rechterhand houdt Hercules een knuppel in de aanslag. De appels van de Hesperiden liggen in zijn linkerhand. Hij heeft bloemkooloren, de korte haardracht van een atleet en draagt een lauwerkrans. Waarschijnlijk was oorspronkelijk de huid van de leeuw van Nemea over zijn linkerarm gedrapeerd. De proporties van het beeld wijzen op de invloed van Lysippus, die leefde in de vierde eeuw voor Christus. Vooral het relatief kleine hoofd en de typische contrapposto vallen op. Daarnaast is deze Hercules, ondanks zijn gespierde uiterlijk, toch slanker dan veel andere voorstelling van de held.

## Hercules van het theater van Pompeius
Er is nog een levensgroot bronzen beeld van Herculus uit de Romeinse tijd overgeleverd dat laat zien hoe de stijl van Lysippus doorwerkte. Dit kunstwerk werd in 1864 gevonden in de buurt van het theater van Pompeius en staat dan ook bekend als de Hercules van het theater van Pompeius. Het was onder beschermende tegels begraven waarvan een de inscriptie FCS (fulgor conditum summanium) droeg. Dit geeft aan dat het beeld door de bliksem geraakt was en daarna zorgvuldig op dezelfde plek begraven. In tegenstelling tot de versie in de Capitolijnse Musea, rust de knuppel van deze Hercules op de grond en is de leeuwenhuid hier nog aanwezig. Het beeld maakt deel uit van de collectie van de Vaticaanse Musea.

## Afbeeldingen

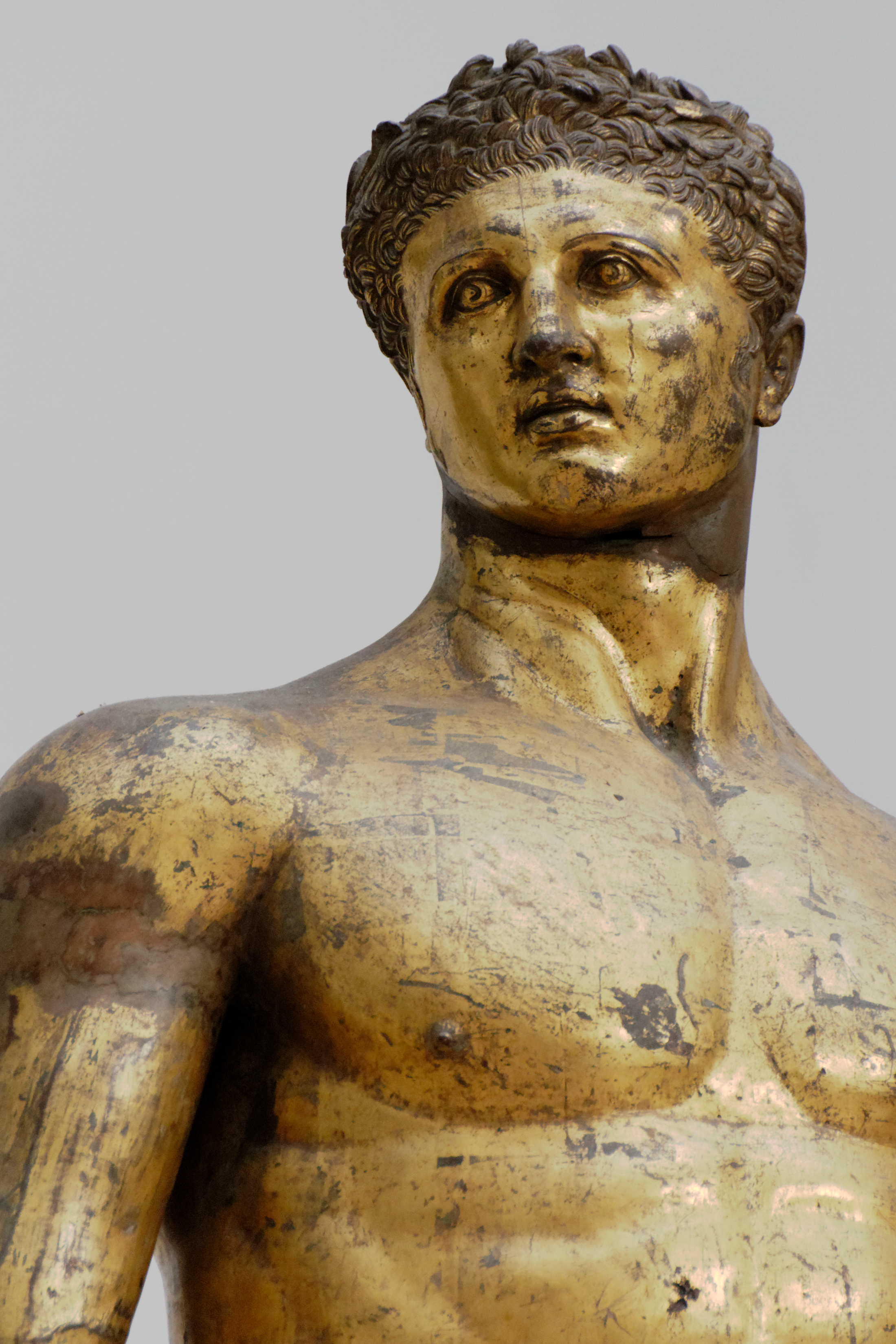
detail
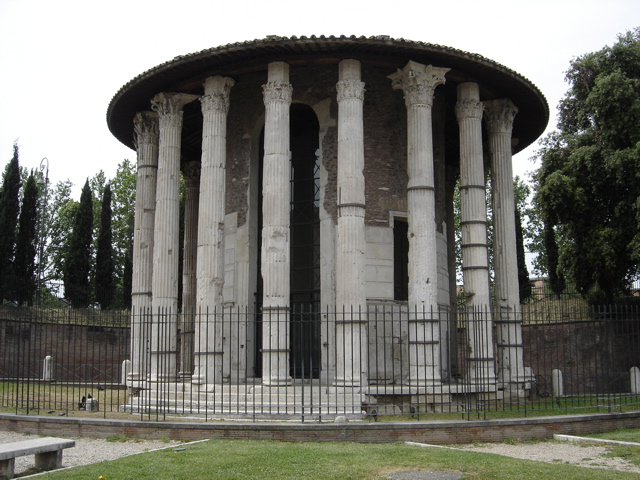
Tempel van Hercules Invictus op het Forum Boarium
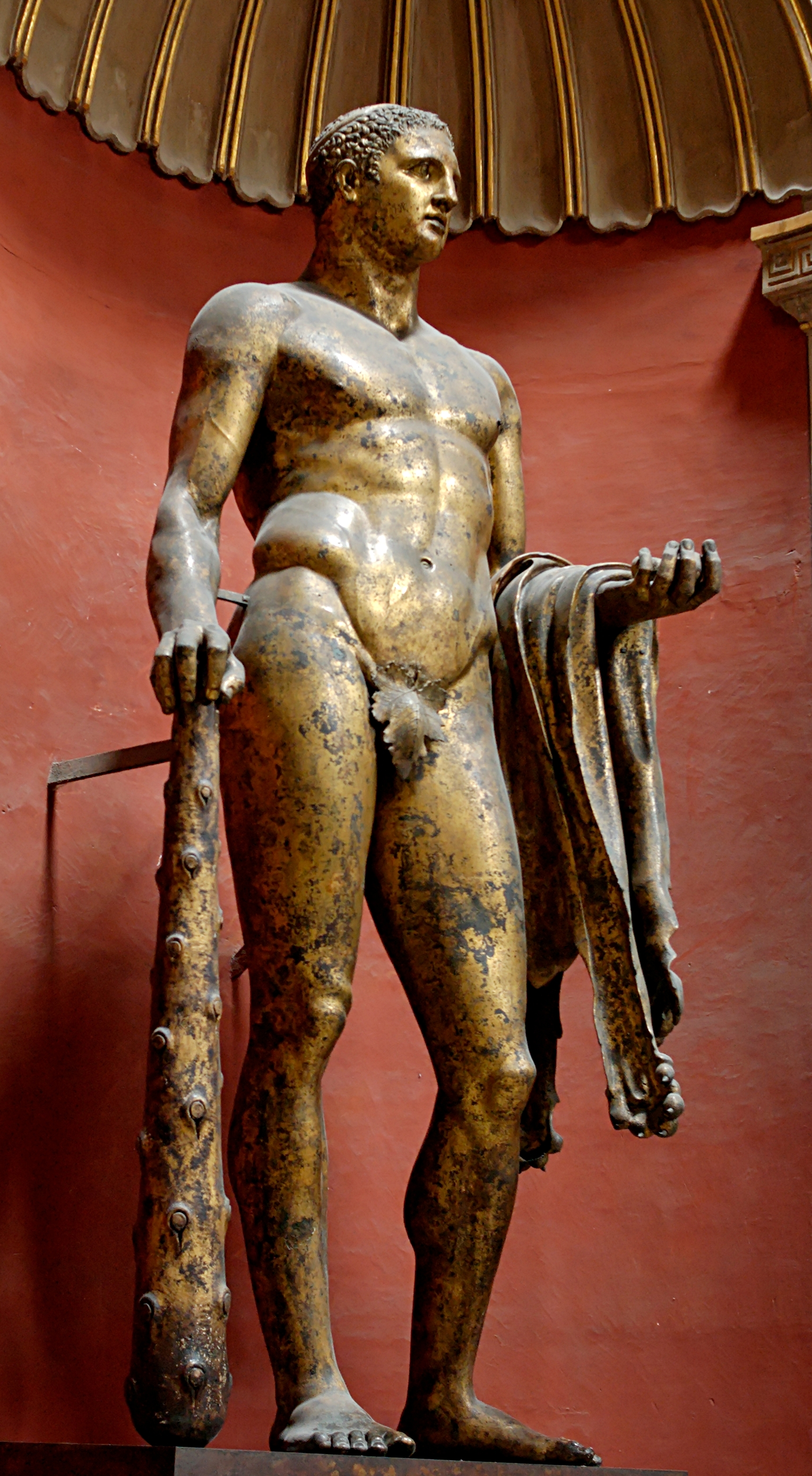
Hercules van het theater van Pompeius